# Juana a los 12
Juana a los 12 és una pel·lícula de drama i comèdia argentina de 2016 escrita i dirigida per Martin Shanly coms la seva òpera prima.
La pel·lícula va ser presentada per primera vegada al Buenos Aires Festival Internacional de Cinema Independent 2014 en la secció Competència Argentina.

## Sinopsi
Juana és una nena de 12 anys estudiant en un col·legi bilingüe de Buenos Aires que té seriosos problemes per a encaixar entre els seus companys o respondre de manera adequada al que esperen d'ella els seus professors. Preocupada pel seu baix rendiment acadèmic, la seva mare comença a buscar ajuda externa.

## Repartiment
- Rosario Shanly com Juana.
- María Passo com Patricia.
- María Inés Sancerni com a Professora de matemàtica.
- Javier Burin Heras com Torcuato.
- Mirta Bogdasarian com Alicia.
- Sofia Brockenshire com a Secretària.
- Camila Dougall com a Professora de Teatre.
- Connie Dougall com a Pianista.
- Kristy Green com a Psicopedagoga.
- Graciela Muñiz com Imelda.
- Barbara Perkins com Miss Hendrix.
- Ivan Quevedo com Benjamin.
- Monica Raiola com Marucha.
- Renata Toscano Bruzón com Teresa.

## Crítica
La pel·lícula va ser molt ben rebuda per la crítica. Al portal Todas Les Críticas té una aprovació del 96% amb una mitjana de 77/100 basat en 24 ressenyes. Manuel Bláuab del lloc Alta Peli va lloar la direcció d'actors destacant entre tot el seu repertori, a la jove protagonista Rosario Shanly.